# Kirby: Triple Deluxe
Kirby: Triple Deluxe, conocido en Japón como Hoshi no Kirby Triple Deluxe (星のカービィ トリプルデラックス Hoshi no Kābī Toripuru Derakkusu?), es la decimotercera entrega de serie de videojuegos de Kirby, desarrollado por HAL Laboratory, y publicado por Nintendo. Kirby: Triple Deluxe fue lanzado en el comercio minorista y en la Nintendo eShop el 11 de enero de 2014 en Japón y es considerado uno de los mejores de la saga}, así como el 2 y el 16 de mayo en América y Europa, respectivamente.

## Historia
Una mañana, mientras Kirby está durmiendo una planta gigante comienza a crecer debajo de Dream Land y se lleva consigo al cielo varios lugares, como la casa de Kirby y  castillo del Rey Dedede. Cuando Kirby despierta se da cuenta de que está en una nueva tierra en el cielo sobre Dream Land. Mientras Kirby va hacia al Castillo de Dedede encuentra al culpable detrás de la planta de habichuelas mágicas, es una criatura araña-flotante de seis brazos que ha capturado a Dedede y le ha atrapado en un prisma hecho de luz. La criatura ataca a Kirby y lo lanza lejos, fuera del castillo, y fuera de la planta de habichuelas mágicas. Ahora, con la mayor parte de Dream Land atrapado en el cielo, Kirby tiene que ponerse en marcha para regresar hasta el tallo de la planta y arreglar las cosas.
Nota: en la versión de Japón tendrá combate kirby Z y redoble de Dedede Z